# Ravern Johnson
Ravern Johnson (Lyon, 21 luglio 1988) è un ex cestista statunitense.